# Hieracium cornigerum
Hieracium cornigerum es una especie de planta con flor del género Hieracium, de la familia Asteraceae, orden Asterales.

## Distribución
Hieracium cornigerum se distribuye por Finlandia.

## Taxonomía
Fue descrita científicamente por Norrl. & H. Lindb. Fue publicada en A.J.Mela, Lyhk. Kasvioppi Kasvio, ed. 5: 723 (1906).